# Хенцинський замок
Хенцинський замок (пол. Zamek w Chęcinach) — середньовічний замок у Польщі, що побудований у XIII столітті у місті Хенцини. З вісімнадцятого століття замок покинутий і залишається в цьому стані до цього дня.

## Історія
Першу фортецю у Хенцинах побудували за наказом великого князя краківського Владислава Локетка. Згідно збереженим документам, можна припустити, що будівництво проходило на рубежі XIII—XIV століть, а одним з ініціаторів його був чеський король Вацлав II. Замок виконував важливу функцію, як один з адміністративно-мілітаристських центрів Речі Посполитої. Біля його стін систематично проходили з'їзди малопольського і велькопольського лицарства, які історики вважають попередником сучасного сейму (представницького органу влади). У 1331 році саме з Хенцинського замку вирушили військові загони польського війська на битву з хрестоносцями під Пловцами. За часів польсько-тевтонської війни Хенцинський замок був обраний Гнєзненським єпископом для зберігання скарбів церкви, з чим він цілком впорався і на довгі роки перетворився в головну королівську скарбницю.
Після смерті Локетка, його син — Казимир Великий, перебудував замок, перетворивши його в потужну неприступну фортецю. За наступних 250 років жодні війська не змогли взяти замок. Він також служив головною резиденцією королеви Аделаїди — безплідною дружини короля Казимира. Після смерті Казимира Великого, в замку оселилася його сестра Ельжбета (Єлизавета), що деякий час правила країною від імені свого сина Людовика Угорського.
Опріч королівської скарбниці, в Хенцинському замку знаходилася в'язниця для знаті і високопоставлених військовополонених. Саме сюди був засланий Анджей Вінгольд — зведений брат короля Владислава Ягайла. Перебував тут і звинувачений в порочному зв'язку з дружиною Ягайла, Софією, якийсь Генрик з Рогова, полонені після Грюнвальдської битви тевтонські лицарі, і майбутній Великий магістр Тевтонського Ордену Міхаель Кюхмейстер.
У першій половині XVI століття в Хенцінском замку проживала королева Бона. Вважається, що в 1554 році вона відвезла з нього незліченні королівські скарби. По суті, ця дата може вважатися початком кінця замку в Хенцинах. Лише через 30 років після від'їзду королеви, замок прийшов в такий занепад, що місцева влада постановила перенести письмові архіви, що зберігаються в ньому, в одну з парафіяльних церков.
У 1607 році замок вперше був захоплений силою. Це вдалося зробити бунтарю-рокошанину Миколі Зебжидовському, загони якого спочатку розграбували, а потім спалили королівський замок. Через кілька років хенцинський староста Станіслав Браницький провів масштабні будівельні роботи, перетворивши фортецю в розкішну ренесансну резиденцію. Замок був пошкоджений шведами в 1655 році. Після шведської навали в Хенцини прийшли козаки Хмельницького. Замок був ґрунтовно пошкоджений і відновленню вже не підлягав. Останній удар був нанесений австрійцями за часів Першої Світової війни, які обстріляли мінометами вежу, на якій знаходився оглядовий пункт російської армії.